# Pacto bíblico
Un Pacto o Alianza en la Biblia, es un contrato o acuerdo entre dos o más partes. Pero el Pacto entre Dios y el género humano es la modalidad a través de la cual Dios ha escogido comunicarse con nosotros, redimirnos y garantizarnos vida eterna en Cristo Jesús. Estas verdades reveladas en la Biblia son la base del Cristianismo. La Biblia es el documento del Pacto.
Según el estudio de algunos teólogos y eruditos, se presenta de dos formas: El Antiguo y el Nuevo Testamento.
- La primera aparece en el Antiguo Testamento, cuando Adán desobedece junto con su mujer Eva, fue un pacto condicional con Dios, en el cual la vida y la muerte, la bendición y la maldición le fue dada al hombre con la posibilidad de escoger su propio camino. (Génesis 3:15-17; Deutoronomio 30:15-20). En este Testamento aparecen varios pactos.

- La segunda aparece en los evangelios del Nuevo Testamento, cuando Jesucristo viene a la tierra como Hijo de Dios y se entrega a sí mismo como el nuevo pacto, también simbolizado con el pan y el vino como su carne y su sangre (Lucas 22:10-23). Para la Iglesia católica, el pacto se materializa en la misa mediante la Eucaristía o comunión. Para los protestantes, el término del pacto es el compromiso con Dios por medio de Jesucristo para la salvación. Dicho pacto se conmemora, para la mayoría de ellos, mediante el ritual de la Santa Cena, celebrado desde el tiempo de Jesús y sus apóstoles.

## Naturaleza de los Pactos
Por lo general los Pactos fueron hechos por Dios con un pueblo de pactos: Israel. El apóstol Pablo declara en Romanos 9:4 que la nación de Israel y sus descendientes habían recibido los Pactos del Señor, y aclara en Efesios 2:11-13 que los gentiles no han recibido ninguno de tales Pactos y, por consiguiente, no gozan de las relaciones de estos Pactos con Dios.
Estos aciones de estos Pactos, y de forma positiva que Dios había entrado en relaciones de Pactos con Israel. Pero en Cristo los gentiles han llegado a ser participantes del Nuevo Pacto y, por consiguiente, de las bendiciones del mismo.

## Pactos Condicionales e Incondicionales
Los Pactos de Dios contenidos en la Biblia se clasifican en dos clases: aquellos que son condicionales y los que son incondicionales.
Un Pacto condicional es uno en el cual la acción de Dios es en respuesta a alguna acción de parte de aquellos a quienes va dirigido el Pacto, lo cual garantiza que Dios hará su parte con absoluta certeza cuando se satisfacen los requisitos humanos. Pero si el hombre fracasa, Dios no está obligado a cumplir con su parte del Pacto.
Un Pacto incondicional, es una declaración de cierto propósito de Dios, y las promesas de un Pacto incondicional serán ciertamente cumplidas en el tiempo y a la manera de Dios. Un Pacto incondicional se distingue de uno condicional por el hecho de que su cumplimiento esencial es prometido por Dios y depende del poder y la soberanía del propio Dios.
Los pactos condicionales mencionados en las Escrituras son los pactos Edénico y Mosaico; las bendiciones que otorga dependen de la adhesión de Israel a la Ley. Los pactos incondicionales mencionados en la Biblia son los pactos Abrahámico, Palestino y Davídico, donde Dios promete cumplirlos independientemente de otros factores. Los pactos generales mencionados son los pactos Adánico, Noético y el Nuevo, que son de alcance global.

## Los Pactos
A continuación analizaremos cada uno de los Pactos bíblicos:

### Pacto Edénico (Edén)
Es el pacto condicional que Dios hizo con Adán en el Jardín del Edén. Este pacto también se llama a veces el "Pacto de las Obras" y es el primer pacto que Dios hizo directamente con el hombre y que determinan la vida del hombre y su salvación.
En el huerto del Edén el hombre y la mujer eran responsables de lo siguiente:
1. Poblar la tierra con una nueva especie, la especie humana.
2. Sujetar la tierra para el provecho del hombre mismo.
3. Tener dominio sobre la creación animal.
4. Comer hierbas y frutos.
5. Labrar y cuidar el huerto.
6. Abstenerse de comer del Árbol del conocimiento del bien y del mal.
7. El castigo: Muerte.

### Pacto Adánico (Adán)
Se encuentra en Génesis 1:26-30 y Génesis 2:16-17, este pacto es de naturaleza general. Incluía la orden de no comer del Árbol del conocimiento del bien y del mal, pronunció una maldición por el pecado y habló de una provisión futura para la redención del hombre (Génesis 3:15).
Las condiciones de este pacto establece han de continuar hasta la edad del reino milenial, cuando "la creación misma será libertada de la esclavitud de corrupción, a la libertad gloriosa de los hijos de Dios" (Romanos 8:21).
Los elementos del Pacto Adámico son los siguientes:
1. La serpiente, el instrumento de Satanás, cae bajo maldición (Génesis 3:15), y llega a ser de este modo la ilustración que Dios pone en la naturaleza en cuanto a los efectos del pecado. ¡Habiendo sido la más hermosa y astuta de todas las criaturas se convierte en un reptil asqueroso. ¡Aquí se insinúa el más profundo misterio de la expiación. La serpiente de bronce es un tipo de Cristo quien "se hizo pecado por nosotros" cuando sufrió en la cruz el juicio que nosotros merecíamos (Números 21:5-9; Juan 3:14-15; 2 Corintios 5:21). El bronce representa juicio: en el altar de bronce, el juicio de Dios; en el lavacro, el juicio que el pecador hace de sí mismo.
2. La primera promesa en cuanto al Redentor (Génesis 3:15) Aquí comienza la línea de ascendencia de la simiente, Abel, Set, Noé (Génesis 6:8-10). Sem (Génesis 9:26-27), Abraham (Génesis 12:1-4), Isaac (Génesis 17:19-21), Jacob (Génesis 28:10-14), Judá (Génesis 49:10), David (2 Samuel 7:5-17), Emanuel, el Cristo (Isaías 7:9-14; Mateo 1:1, 20-23; Juan 3:8; Juan 12:31)
3. La condición de la mujer se cambia (Génesis 3:16) en los tres siguientes particulares:
  - La concepción es multiplicada;
  - La maternidad es acompañada de dolor;
  - El hombre recibe autoridad sobre la mujer (Génesis 1:26-27). La entrada del pecado, el cual significa desorden, hizo necesario que hubiera autoridad, y esta es conferida al hombre. (1 Timoteo 2:11-14; Efesios 5:21-25; 1 Corintios 11:7-9)
4. La tierra es maldita (Génesis 3:17) para beneficio del hombre. Es mejor para el hombre caído luchar con una tierra que le ofrece resistencia, que vivir en ociosidad.
5. El inevitable dolor de la vida (Génesis 3:17)
6. La tarea liviana que el hombre tenía en el Edén (Génesis 2:15) se cambia en trabajo oneroso (Génesis 3:18-19).
7. Muerte física (Génesis 3:19; Romanos 5:12-21) Véase muerte espiritual (Génesis 2:17; Efesios 2:5)

### Pacto Noético (Noé)
Este pacto general se hizo entre Dios y Noé después de la salida de Noé, su familia y los animales del arca. Se encuentra en Génesis 9:11: "Este es mi pacto con ustedes: Nunca más serán exterminados los seres humanos por un diluvio; nunca más habrá un diluvio que destruya la tierra." Este pacto incluía una señal de la fidelidad de Dios para guardarlo: el arco iris. 
Los elementos de este pacto son los siguientes:
1. Se confirma la relación que bajo el Pacto Adámico el hombre tenía con la tierra. (Génesis 8:21)
2. Se confirma el orden de la naturaleza (Génesis 8:22)
3. Se establece el gobierno humano. (Génesis 9:1-6)
4. Se asegura que la tierra no ha de ser juzgada por medio de otro diluvio universal (Génesis 8:21; Génesis 9:11)
5. Se declara proféticamente que la descendencia de Cam será inferior y servil (Génesis 9:24-25)
6. Se declara proféticamente que Sem estará relacionado con Jehová de una manera muy especial (Génesis 9:26-27). Toda revelación divina ha venido por medio de individuos de raza Semítica, y en cuanto a su humanidad, Cristo es un descendiente de Sem.
7. Se declara proféticamente que de Jafet descenderán las razas que serán "engrandecidas" (Génesis 9:27). Hablando en términos generales, el gobierno, la ciencia y las artes han venido de Jafet, y por lo tanto la historia es el documento indisputable tocante al exacto cumplimiento de estas declaraciones proféticas.

### Pacto Abrahámico (Abraham)
Este pacto incondicional, hecho por primera vez a Abraham en Génesis 12:1-3, prometió la bendición de Dios sobre Abraham, para hacer su nombre grande y hacer de su progenie una gran nación. El pacto también prometió bendición a quienes bendijeron a Abraham y maldecir a quienes lo maldijeron. Además, Dios prometió bendecir al mundo entero a través de la simiente de Abraham. La circuncisión era la señal de que Abraham creía en el pacto (Romanos 4:11). El cumplimiento de este pacto se ve en la historia de los descendientes de Abraham y en la creación de la nación de Israel. La bendición mundial vino a través de Jesucristo, quien era de la línea familiar de Abraham.
Según su formación (Génesis 12:1-4) y confirmación (Génesis 13:14-17; Génesis 15:1-7; Génesis 17:1-8), el Pacto con Abraham se divide en siete distintas partes:
1. "Y haré de ti una nación grande". Esto se ha cumplido de tres maneras:
  - En la posteridad natural de Abraham: "como el polvo de la tierra" (Génesis 13:16; Juan 8:37), es decir, el pueblo Hebreo.
  - En la posteridad espiritual de Abraham: "Mira ahora los cielos... Así será tu descendencia" (Juan 8:39; Romanos 4:16-17; Romanos 9:7-8; Gálatas 3:6-29), es decir, todos los hombres de fe, ya sean judíos o gentiles.
  - Esa promesa se cumplió también por medio de Ismael (Génesis 17:18-20)
2. "te bendeciré". Esto se cumplió de dos maneras:
  - materialmente (Génesis 13:14-17; Génesis 15:18; Génesis 24:34-35)
  - espiritualmente (Génesis 15:6; Juan 8:56)
3. "y engrandeceré tu nombre". El nombre de abraham se encuentre entre los nombres de fama universal.
4. "y serás bendición" (Gálatas 3:13-14)
5. "Bendeciré a los que te bendijeren". El cumplimiento de esta promesa se halla estrechamente relacionado con la siguiente cláusula.
6. "y a los que te maldijeren maldeciré". Esto se ha cumplido de modo maravilloso en la historia de la dispersión de Israel. Los pueblos que han perseguido a los judíos han sufrido inevitablemente fracaso, en tanto que las naciones que han protegido este pueblo han prosperado. Esta verdad se demostrará de manera más notable en el futuro (Deuteronomio 30:7; Isaías 14:1-2; Joel 3:1-8; Miqueas 5:7-9; Hageo 2:22; Zacarías 14:1-3; Mateo 25:40-45)
7. "y serán benditas en ti todas las familias de la tierra". Esta es la gran promesa evangélica que se cumplió en la Simiente de Abraham, el Cristo (Gálatas 3:16; Juan 8:56-58), y que hace más específica la promesa del Pacto Adámico concerniente a la Simiente de la mujer (Génesis 3:15)

La dádiva de la tierra se modifica por la profecía de tres desposeimientos y tres restauraciones (Génesis 15:13-16; Jeremías 25:11-12; Deuteronomio 28:62-65; Deuteronomio 30:1-3). Dos desposeimientos y restauraciones han tenido ya lugar. Israel está experimentando actualmente la tercera dispersión, de la cual será restaurado en la venida del Señor como Rey bajo Pacto Davídico (Deuteronomio 30:3; Jeremías 23:5-8; Ezequiel 37:21-25; Lucas 1:30-33; Hechos 15:14-17)

### Pacto Mosaico (Moisés)
Es un pacto condicional entre Dios y la nación de Israel en el Monte Sinaí (Éxodo 19). Por ello también a veces se le llama el pacto del Sinaí. Este pacto se encuentra en Deuteronomio 11 y en otros lugares, prometía a los israelitas una bendición por la obediencia y una maldición por la desobediencia. Gran parte del Antiguo Testamento narra el cumplimiento de este ciclo de juicio por el pecado y la bendición posterior cuando el pueblo de Dios se arrepentía y regresaba a Dios. 
Los elementos de este pacto son los siguientes:
1. Este convenio es hecho con Israel
2. En tres divisiones, cada una de las cuales es esencial para las otras dos y que forman lo que se conoce como el Pacto Mosaico. Dichas divisiones son las siguientes:
  - Los mandamientos, que expresan la justa voluntad de Dios. (Éxodo 20:1-26);
  - Los juicios que gobiernan la vida social de Israel (Éxodo 21:1-24:11)
  - Las ordenanzas que gobiernan la vida religiosa de Israel (Éxodo 24:12-31:18)

Estos tres elementos forman la "LEY", según el sentido genérico que se da a esta frase en el Nuevo Testamento (Por ej: Mateo 5:17-18)
Los Mandamientos y las ordenanzas formaron un sistema religioso. Los Mandamientos eran un "ministerio de condenación" y de "muerte" (2 Corintios 3:7-9)
En la persona del Sumo Sacerdote, las ordenanzas dieron al pueblo un representante que intercedería por ello delante de Jehová; y en sacrificios, una "cubierta" (véase "Expiación", Levítico 16:6) para los pecados, como una anticipación de la cruz (Hebreos 5:1-3; Hebreos 9:6-9; Romanos 3:25-26) El cristiano no está bajo el Pacto Mosaico, que es un pacto condicional y de obras; es decir, que no está bajo la Ley, sino bajo el Nuevo Pacto, que es un pacto incondicional y de pura gracia (Romanos 3:21-27; Romanos 6:14-15; Gálatas 2:16; Gálatas 3:10-26; Gálatas 4:21-31; Hebreos 10:11-17)

### Pacto Palestino o Pacto de la Tierra (Pueblo Hebreo)
El Pacto fue una ampliación al pacto hecho anteriormente con Moisés que Dios hizo con el pueblo hebreo y que define la relación entre Israel y la Tierra Prometida (Deuteronomio 5:3). Este pacto incondicional, que se encuentra en Deuteronomio 30:1-10, señaló la promesa de Dios de dispersar a Israel si desobedecían a Dios, y luego restaurarlos más tarde en su tierra. Este pacto se ha cumplido dos veces, con el cautiverio babilónico y la posterior reconstrucción de Jerusalén bajo Ciro el Grande; y con la destrucción de Jerusalén en el año 70 DC., seguido de la reinstauración de la nación de Israel en 1948. 
Señala las condiciones bajo las cuales Israel entró a la tierra prometida. Es importante observar que la nación no ha poseído nunca esta tierra bajo el pacto incondicional de Abraham, ni nunca la ha poseído toda la tierra de Palestina. (Génesis 15:18; Números 34:1-12). El Pacto Palestino en su aspecto futuro se divide en siete partes principales:
1. Dispersión a causa de la desobediencia (Deuteronomio 28:63-68; Génesis 15:18)
2. El arrepentimiento futuro de Israel, cuando este pueblo se hallará todavía disperso (Deuteronomio 30:1)
3. Sus corazones serán circuncidados. (Deuteronomio 30:6)
4. El Regreso del Señor (Amós 9:9-14; Hechos 15:14-17)
5. Restauración de Israel a la tierra prometida (Isaías 11:11-12; Jeremías 23:3-8; Ezequiel 37:21-25)
6. Conversión Nacional de Israel (Romanos 11:26-27; Oseas 2:14-16)
7. El juicio de los opresores de Israel (Isaías 14:1-2; Joel 3:1-8; Mateo 25:31-46)
8. Prosperidad Nacional (Amós 9:11-14)

### Pacto Davídico (David)
Este pacto incondicional, que se encuentra en 2 Samuel 7:8-16, en el que Dios promete a David y a Israel que el mesías (Jesucristo) saldría del linaje de David y de la Tribu de Judá, y establecería un reino que permanecería para siempre. Jesús es de la línea familiar de David (Lucas 1:32-33) y, como el Hijo de David (Marcos 10:47), es el cumplimiento de este pacto. 
Este pacto sobre el cual se basa el reino glorioso de Cristo, "de la simiente de David según la carne", da seguridad de:
1. Una "Casa" Davídica; es decir, posteridad, familia.
2. Un "Trono"; es decir, autoridad real.
3. Un Reino; esto es, una esfera de gobierno.
4. Perpetuidad, "para siempre".

Estas cuatro promesas tienen sólo una condición: la desobediencia en la familia davídica traerá el castigo sobre el, pero no la abrogación del pacto (2 Samuel 7:15; Salmos 89:20-37; Isaías 24:5; Isaías 54:3). El castigo vino; primero en la división del reino bajo Roboam, y finalmente en los cautiverios (2 Reyes 25:1-7). Desde aquel entonces solamente un rey de la línea davídica ha sido coronado en Jerusalén, y Él fue coronado de espinas. Pero el Pacto Davídico, confirmado a David por el juramento de Jehová y renovado a María por el ángel Gabriel, es inmutable (Salmos 89:30-37), y el Señor Dios dará todavía a aquel que fue coronado de espinas "el trono de David su padre" (Lucas 1:31-33; Hechos 2:29-32; Hechos 15:14-17)

### Pacto Nuevo (Jesús)
Este pacto general, que se encuentra en Jeremías 31:31-34, prometía que Dios perdonaría el pecado y tendría una relación cercana e ininterrumpida con su pueblo. La promesa se hizo primero a Israel y luego se extendió a todos los que vienen a Jesucristo con fe (Mateo 26:28; Hebreos 9:15).
Es "mejor" que el Pacto Mosaico, no moralmente, sino en cuanto a su eficacia (Hebreos 7:19; Romanos 8:3-4). El Nuevo Pacto se halla establecido sobre "mejores" promesas, es decir, promesas incondicionales. En el Pacto Mosaico, Dios dijo : "si guardareis" (Éxodo 19:5); en obediencia era producida por el temor (Hebreos 2:2; Hebreos 12:25-27); bajo el Nuevo Pacto, ella es el fruto espontáneo de una mente y un corazón voluntarios. El Nuevo pacto garantiza la revelación personal del Señor a cada creyente; el completo olvido de los pecados (Hebreos 10:17; Hebreos 10:3); el descanso espiritual en una redención ya consumada (Mateo 26:27-28; 1 Corintios 11:25; Hebreos 9:11-23); y asegura la preservación futura y bendición de Israel (Jeremías 31:31-40; véase también "Reino (A.T.)", y 2 Samuel 7:8-17). El Nuevo Pacto es el octavo, en su número de orden y de esta manera nos habla de resurrección y perfección eterna.
El Nuevo Pacto se basa en el sacrificio de Cristo y garantiza la bendición eterna, bajo el Pacto de Abraham (Gálatas 3:13-29) a todo aquel que cree. Es un pacto absolutamente incondicional, y puesto que en su establecimiento no se impone ninguna responsabilidad al hombre, su naturaleza es de carácter final e irrevocable.
La relación que Cristo tiene con los ocho pactos mencionados es la siguiente:
1. En cuanto al Pacto Edénico, Cristo, como "el segundo Hombre", el "último Adán" (1 Corintios 15:45-47), asume el lugar de supremacía sobre todas las cosas que el primer Adán perdió (Colosenses 2:10; Hebreos 2:7-8)
2. Cristo es la "Simiente de la mujer" mencionada en el Pacto Adámico (Génesis 3:15; Juan 12:31; 1 Juan 3:8; Gálatas 1:4; Apocalipsis 20:10), y Él cumplió las condiciones del trabajo (Marcos 6:3) y obediencia impuesta por dicho pacto.
3. Como el más grande entre los hijos de Sem, en Él se cumplió de manera suprema la promesa hecha a este patriarca y a su descendencia en el Pacto de Nóe (Génesis 9:1; Colosenses 2:9)
4. Él es la "Simiente a quien las promesas fueron hechas" en el Pacto de Abraham; Él es el hijo de Abraham, obediente hasta la muerte (Génesis 22:18; Gálatas 3:16; Filipenses 2:8)
5. Él vivió sin pecado bajo el Pacto Mosaico y llevó sobre Sí mismo la maldición pronunciada por este pacto (Gálatas 3:10-13)
6. Él vivió obedientemente como un judío en la tierra, bajo el Pacto Palestino, cuyas promesas de bendición Él cumplirá en el futuro (Deuteronomio 28:1-30)
7. Cristo es la "Simiente", el "Heredero", y el "Rey" bajo el Pacto Davídico (Mateo 1:1; Lucas 1:31-33)
8. Su sacrificio es el fundamento del Nuevo Pacto (Mateo 26:28; 1 Corintios 11:25)